# Општина Град
Општина Град (словен. Grad) је једна од општина Помурске регије у држави Словенији. Седиште општине је истоимено насеље Град.

## Природне одлике
Рељеф: Општина Град налази се у североисточном делу Словеније и погранична је са Аустријом. Општина се простире у северозападном делу области Прекомурје, који припада побрђу Горичко.
Клима: У општини влада умерено континентална клима.
Воде: Најважнији водоток је речица Лендава, која овде тече горњим делом свог тока. Сви остали водотоци су мали и њене су притоке.

## Становништво
Општина Град је средње густо насељена.

## Насеља општине
| - Видонци - Град - Долњи Славечи - Ковачевци - Крупливник - Мотовилци - Радовци |